# Gerhard Hoffmann (Schriftsteller)
Gerhard Hoffmann (* 30. Juli 1887 in Weimar; † 23. März 1939  ebenda) war ein deutscher Biologe, Sozial- und Kulturwissenschaftler, Schriftsteller und Verleger, der unter dem Pseudonym Ernst Mann veröffentlichte.
Sein Wirkungskreis war in Weimar insbesondere der 1938 im Umfeld der Nordischen Glaubensgemeinschaft gegründete Nietzsche-Kreis, der aus einer 1917 von Karl Alfred Strohbach ausgehenden Initiative hervorging. Der Verein war kurzlebiger Natur. Hoffmann war programmatischer Beiträger des Nietzsche-Kreises und sah sich als Fortsetzer des Werkes des Philosophen. Seine unter dem Namen Ernst Mann veröffentlichten Bücher sind durchdrungen von sozialdarwinistischem Gedankengut. Auch den Gedanken der Rassenhygiene thematisierte er explizit.
Hoffmann wirkte zudem als Buch- und Postkartenverleger.
Sein Wohnsitz war die Belvederer Allee 2 in Weimar.
Im Frühjahr 1939 starb der Nachfahre der Weimarer Buchhändlerfamilie Hoffmann (Hoffmann’s Buchhandlung) durch Suizid.

## Werke (Auswahl)
- Weib und Waffe. Weimar 1929.
- Vom Eliteheer zum Schwertadel. F. Fink, Weimar 1928.
- Die Gattenwahl in den guten Familien. Fr. Fink, Weimar 1927.
- Die Überwindung der Christentums durch den aristokratischen Gedanken. F. Fink, Weimar 1927.
- Die Wohltätigkeit als aristokratische und rassenhygienische Forderung. F. Fink, Weimar 1924.
- Die Moral der Kraft. Biewald, Weimar 1920.